# Magical Drop
Magical Drop (マジカルドロップ?, Magikaru Doroppu) è un videogioco rompicapo pubblicato per la prima volta in versione arcade nel 1995 dalla Data East. È il primo capitolo della serie Magical Drop.
L'originale arcade ebbe una versione aggiornata intitolata Magical Drop Plus 1! (マジカルドロップPLUS1!?), che aggiunge una modalità "Solo Play", che sfida i giocatori a ottenere un punteggio elevato senza dover affrontare il computer come avversario. Esso venne pubblicato in lingua inglese con il titolo Chain Reaction.
Magical Drop ebbe un porting su Super Famicom ed è stato ridefinito per PlayStation e Sega Saturn con diversi personaggi pre-renderizzati. Era previsto una conversione sul Saturn per il mercato nordamericano, sviluppato da Koei e annunciato durante l'E3 del 1997, ma alla fine non venne mai pubblicato. Un porting di questo capitolo è stato inserito in Magical Drop III + Wonderful; esso include la versione PAL di Magical Drop III + Wonderful, mostrando il titolo Magical Drop Plus 1! anziché Chain Reaction.

## Modalità di gioco
Dispone sia di una modalità per giocatore singolo sia di una modalità per due giocatori in competizione. Per il funzionamento del gioco vedi il funzionamento generale della serie. In questo titolo i personaggi giocabili sono sei e per completare il gioco in singolo si devono affrontare tutti e sei più uno non giocabile finale, per un totale di sette livelli.
La versione Super Famicom include un "Puzzle Mode" che sfida i giocatori a risolvere schemi preimpostati a partire da un numero limitato di mosse possibili.

## Accoglienza
In Giappone, Game Machine classificò Magical Drop nel numero del 1º settembre 1995 al 10º posto tra i videogiochi arcade di maggior successo del mese. Una recensione della versione arcade del gioco originale su Next Generation affermava: "Chain Reaction si sta rivelando piuttosto popolare in Giappone, nonostante questo tipo di gioco sia in circolazione ormai da almeno 5 anni". Il recensore assegnò al gioco 2 stelle su 5, concludendo che "non è brillante né innovativo, certamente non nuovo, ma è divertente e crea dipendenza come il sesso dopo pranzo... in un vestito da giullare".
Mean Machines assegnò alla versione per Saturn un voto di 84/100, con i recensori che hanno osservato che il gioco crea dipendenza e offre numerose opzioni, ma è frustrante e difficile nella modalità per giocatore singolo. Non erano d'accordo sul fatto che fosse migliore o peggiore del suo concorrente Baku Baku Animal.
Mega Console considerò la versione Saturn un ottimo rompicapo, ma estremamente impegnativo.